# Polystichum × kiyozumianum
Polystichum × kiyozumianum là một loài dương xỉ trong họ Dryopteridaceae. Loài này được Kurata mô tả khoa học đầu tiên năm 1961.
Danh pháp khoa học của loài này chưa được làm sáng tỏ. 